# Helpless When She Smiles
Helpless When She Smiles è un brano della band statunitense Backstreet Boys, estratto come secondo singolo dal loro sesto album  Unbreakable, il 15 gennaio 2008. Fu scritto da John Shanks e una sua cover è stata fatta dal cantante olandese Bastiaan Ragas. Insieme al brano Happily Never After, circolò su Internet nel maggio 2007, prima della pubblicazione ufficiale dell'album. 
In Italia Helpless When She Smiles riscosse un buon successo, rimanendo per diverse settimane alla posizione n°4 dei singoli più venduti.

## Video
Il video musicale di Helpless When She Smiles  fu girato il 15 novembre 2007 presso il Joshua Tree National Park in California e diretto da Bernard Gourley. Rilasciato in anteprima il 12 dicembre su Yahoo! Music, il video fu girato a colori, ma si decise infine di pubblicarlo in bianco e nero, e mostra i quattro cantanti che cantano in uno spazioso campo di grano. Il video raggiunse la posizione #1 su Much More Music's Top 10 Countdown.

## Tracce
UK CD1
1. "Helpless When She Smiles" (Album Version) - 4:04
2. "Helpless When She Smiles" (Radio Mix) - 4:04

UK CD2
1. "Helpless When She Smiles" (Album Version) - 4:04
2. "Helpless When She Smiles" (Radio Mix) - 4:04
3. "There's Us" - 4:10
4. "Nowhere To Go" - 2:48
5. "Satellite" - 3:28

Digital Download
1. "Helpless When She Smiles" (Radio Mix) - 4:04
2. "Helpless When She Smiles" (Rock Remix) - 4:02
3. "Helpless When She Smiles" (Jason Nevins Dub Remix) - 7:09
4. "Helpless When She Smiles" (Jason Nevins Radio Mix) - 4:24
5. "Helpless When She Smiles" (Jason Nevins Extended Remix) - 7:38
6. "Helpless When She Smiles" (Jason Nevins Underground Club Remix) - 7:23

## Classifiche

### Classifiche settimanali
| Classifica (2008)             | Posizione più alta |
| ----------------------------- | ------------------ |
| Germania Media Control Charts | 34                 |
| India Singles Chart           | 48                 |
| Italia FIMI Singles Chart     | 4                  |
| Lussemburgo Singles Chart     | 17                 |
| Nuova Zelanda Singles Chart   | 34                 |
| Paesi Bassi Dutch Top 40      | 83                 |
| Romania Airplay Chart         | 70                 |
| Taiwan Singles Chart          | 8                  |

### Classifica annuale
| Paese (2008)         | Posizione più alta |
| -------------------- | ------------------ |
| Italia Singles Chart | 69                 |